# Paepalanthus sessiliflorus
Paepalanthus sessiliflorus là một loài thực vật có hoa trong họ Eriocaulaceae. Loài này được (Mart.) Mart. ex Körn. mô tả khoa học đầu tiên năm 1863.